# NK News
NK Newsは北朝鮮関連のニュースを専門とする独立系ニュースサイト。英国人のチャッド・オーキャロルによって、2011年に設立された。
ニュース源として、北朝鮮国内からの内部情報や脱北者、北朝鮮を訪問したばかりの外国人旅行者、北朝鮮国営メディア、NGOや外交関係者らから情報を得ている。
日本からは設立当初から、国際ジャーナリストの高橋浩祐が定期的に寄稿している。

## 定期連載
- Ask a North Korean: NK Newsの購読者が北朝鮮での日常生活に関する質問を投稿し、4人の脱北者パネルが回答するフォーラム。とりわけ張成沢の処刑に関するコラムは注目を集めた[2]。
- Expert Survey: 韓国と西側諸国の北朝鮮政治・経済・歴史専門家らが、北朝鮮の現状と将来の予測に関するアンケートに回答するシリーズ[3]。
- Defector Survey: 北朝鮮からの脱北者に北朝鮮国内での日常生活、北朝鮮の観光、外国からの援助や脱北者が最も懐かしむものなどに関する意見を尋ねる企画[4]。

2015年、NK Newsは中朝国境調査のために記者を派遣すべく、資金調達を目的としたキャンペーンをKickstarter上で実施した。この記者は、その後数ヶ月間にわたって、当該地域からの定期的な報告を提供する予定であった。